# Babette Holtmann
Pour les articles homonymes, voir Babette et Holtmann.
Babette Holtmann est une actrice et chanteuse néerlandaise née le 27 mai 1981 à Waalre aux Pays-Bas.

## Filmographie
- 2009 De multi culti story (téléfilm) : Rifka
- 2011 Travelers : Roos
- 2011 Caged : Christine
- 2012 Fine (court métrage)
- 2012 Proefrit (court métrage) : Elisabeth